# Sapnik, Kostel
Sapnik je naselje v Občini Kostel.